# 50033 Perelman
50033 Perelman este un asteroid din centura principală de asteroizi.

## Descriere
50033 Perelman este un asteroid din centura principală de asteroizi. A fost descoperit pe 3 ianuarie 2000 la Gnosca de Stefano Sposetti. Asteroidul prezintă o orbită caracterizată de o semiaxă mare de 2,77 ua, o excentricitate de 0,07 și o înclinație de 9,9° în raport cu ecliptica.